# Gautier Dautremer
Gautier Dautremer (Argenteuil, 14 marzo 1995) è un velocista francese.
In carriera vanta una medaglia d'argento nei 200 metri piani agli europei under 23 di Bydgoszcz 2017.

## Biografia
Agli europei under 23 di Bydgoszcz 2017 ottiene una medaglia argento nei 200 metri piani con un 20"66 da primato personale, preceduto solamente dallo slovacco Ján Volko, mentre arriva invece quarto nella staffetta 4×100 m (39"86 con Amaury Golitin, Hachim Maaroufou e Marvin René).

## Palmarès
| Anno | Manifestazione          | Sede              | Evento      | Risultato  | Prestazione | Note                          |
| ---- | ----------------------- | ----------------- | ----------- | ---------- | ----------- | ----------------------------- |
| 2011 | Mondiali allievi        | Villeneuve-d'Ascq | 100 m piani | Semifinale | 11"00       |                               |
| 2011 | Mondiali allievi        | Villeneuve-d'Ascq | 200 m piani | Batteria   | 22"05       |                               |
| 2017 | Europei under 23        | Bydgoszcz         | 200 m piani | Argento    | 20"66       | Miglior prestazione personale |
| 2017 | Europei under 23        | Bydgoszcz         | 4×100 m     | 4º         | 39"86       |                               |
| 2018 | Giochi del Mediterraneo | Tarragona         | 200 m piani | Batteria   | 21"09       |                               |